# Kitakubu Katsudou Kiroku
Kitakubu Katsudou Kiroku (яп. 帰宅部活動記録, англ. Chronicles of the Going Home Club, укр. Хроніки клубу нероб) — манґа, написана та проілюстрована Курохою, серіалізована Square Enix на сервісі Gangan Online. Аніме-адаптація від студії Nomad виходила з 4 липня по 11 жовтня 2013.

## Сюжет
Історія про групу старшокласниць, які знаходяться у т. зв. «Клубі нероб». Замість того, щоб робити у клубі якісь корисні справи, регулярні заходи присвячені максимально можливим розвагам, тому дівчата постійно роблять такі речі, як гра у відеоігри чи навіть просто годувати голубів у парку.

## Персонажі
- Нацукі Ендо (яп. 安藤 夏希)

Одна з двох першокурсниць, яка приєдналася до клубу на початку навчального року. Серйозна особистість, взагалі не розуміє жарти членів клубу.
- Карін Тоно (яп. 塔野 花梨)

Керівник Клубу та інших нових членів на початку навчального року. Вона відмінні у домоводстві. Приєдналася до Клубу, тому що не могла вирішити між вступом до ремісничого чи кулінарійного клубів. Її милою зовнішністю захоплювалися члени клубу до того, що вона стала найбільшою слабкістю Ботан.
- Сакура Домайодзі (яп. 道明寺 桜)

Президент Клубу ледарів. Вона є самопроголошеною звичайною дівчиною з клубу. Енергійна особистість.
- Клер Коконо (яп. 九重 クレア)

Скарбник Клубу ледарів. С спадкоємицею мега-корпорації своєї сім'ї. Вступила до школи, тому що хотіла нормального шкільного життя.
- Ботан Охагі (яп. 大萩 牡丹)

Командувач Клубу ледарів. Експерт з різних бойових мистецтв, оскільки є наступником давньої школи бойових мистецтв. Її навички так високо розвинені, що інші діти боялися її до зустрічі з Сакурою. Незважаючи на свою непереможність, привабливість Карін — ахіллесова п'ята Ботан.

## Медіа

### Манґа
| - 01. "Go-Home Club Applicants" (яп. 帰宅部入部希望, "Kitakubu Nyūbu Kibōu") - 02. "Life is Short; Go Home, Young Lady" (яп. 命短し帰れよ乙女, "Inochi Mijikashi Kaere yo Otome") - 03. "Beware of Hagizuki-ryuu Practitioners" (яп. 萩月流出没注意, "Hagizuki-ryuu Shutsubotsu Chūi") - 04. "Extravagant Youth: Priceless" (яп. 浪費した青春…プライスレス, "Rōhi-shita Seishun… Puraisuresu") - 05. "If the Cuckoo Won’t Sing, It’s Probably Dead" (яп. ホトトギスはなかないただのしかばねのようだ, "Hototogisu wa Nakanai Tada no Shikabane no Yō da") - 06. "Judge People by Appearances" (яп. 人は見かけによれ, "Hito wa Mikake ni Yore") | - 07. "Girl Power Overdrive" (яп. 女子力オーバードライブ, "Joshi-ryoku Ōbā Doraibu") - 08. "The Demon King’s Dignity" (яп. 魔王の品格, "Maō no Hinkaku") - 09. "Recommended Literature" (яп. 文学のすゝめ, "Bungaku no Susume") - 10. "Social Mixer Training" (яп. 合コン訓練, "Gōkon Kunren") - 11. "Kill the Suspicious Person!!" (яп. 不審者を殺せ！！, "Fushin-sha o Korose!!") - 12. "Fundamentals of a Retool" (яп. テコ入れの原理, "Tekoire no Genri") - 13. "A Candy For a Cute Girl" (яп. 可愛い子には飴をあげよ, "Kawaī Ko ni wa Ame o Ageyo") |

| - 14. ”Youth is an Explosion” (яп. 青春は爆発だ, “Seishun wa Bakuhatsu da”) - 15. ”Sealed Words!!" (яп. 封じられた言葉！！, “Fuujirareta Kotoba!!”) - 16. ”The Fierce Battle’s Conclusion!!" (яп. 激闘の果て！！, “Gekitō no Hate!!”) - 17. ”Variety Gift" (яп. バラエティギフト, “Baraeti Gifuto”) - 18. ”The Nameless Landmark" (яп. 名も無き目印, “Na mo naki Mejirushi”) - 19. "Middle School Diary" (яп. 中学生日記(ブラック・ダイアリー), “Chuugakusei Nikki (Burakku Daiarī)”) | - 20. ”Vaguely Remembered Fairy-tale Book" (яп. うろおぼえ御伽草子, “Uro Oboe Otogizoushi”) - 21. ”The 18th Imitation Quiz Tournament" (яп. 第18回ものまねあてクイズ大会, “Dai Jū-hakkai Mono Mane Ate Kuizu Taikai”) - 22. ”The Fear of Urban Legends" (яп. 都市伝説の恐怖, “Toshi Densetsu no Kyōfu”) - 23. ”Bound by School Rules" (яп. 校則の縛り, “Kousoku no Shibari”) - 24. ”Ultimate Decision" (яп. 至高の選択, “Shikō no Sentaku”) |

| - 25. ”The Four Heavenly Kings of Hagishirabe-ryuu” (яп. 萩調流四天王, “Hagishirabe-ryū Shiten’nō”) - 26. ”Dead Freedom” (яп. デッド・フリーダム, “Deddo Furīdamu”) - 27. “Peak of Laughter” (яп. 笑いの頂上(テッペン), “Warai no Teppen”) - 28. ”Friendship Wears Away a Stone” (яп. 友情岩を穿つ, “Yūjōgan o Ugatsu”) - 29. ”SS Collection” (яп. SS(エスエス)コレクション, “Esu Esu Korekushon”) - 30. ”Big Sister and Little Brother” (яп. 姉と弟, “Ane to Otōto”) - 31. ”Big Sister and Friends” (яп. 姉と友達, “Ane to Tomodachi”) | - 32. ”Fierce Battle! The First Term Sports Tournament” (яп. 熱闘！！前期球技大会, "Nettō!! Zenki Kyūgi Taikai”) - 33. ”Burn!! Disaster Prevention Soul” (яп. 燃えろ！！防災魂, “Moero!! Bōsai Tamashī”) - 34. ”Mankind’s Greatest Invention is Air Conditioner” (яп. 人類最大の発明はクーラー, “Jinrui Saidai no Hatsumei wa Kūrā”) - 35. ”Guilty Judge” (яп. ギルティ・ジャッジ, “Giruti Jajji”) - 36. ”Field Trip!! The Ancient Art of Hagishirabe-ryuu” (яп. 見学！！萩調流古武術, “Kengaku!! Hagishirabe-ryū Kobujutsu”) - 37. ”Surprise Party” (яп. サプライズ・パーティー, “Sapuraizu Pātī”) - 38. ”I Won’t Give It Up” (яп. 「ゆずらない」, “Yuzuranai”) |

| - 39. ”Decide!! Bullet Shoot!!” (яп. 決めろ！！弾丸シュート！！, “Kimero!! Dangan Shūto!!”) - 40. ”Starry Sky Imagination” (яп. 星空イマジネーション, “Hoshizora Imajinēshon”) - 41. ”Names of Flowers” (яп. 花の名前, “Hana no Namae”) - 42. ”Street Poem” (яп. ストリート・ポエム, “Sutorīto Poemu”) - 43. ”Ideal Equality” (яп. 理想的平等, “Risouteki Byōdō”) - 44. ”Adored Rockstar” (яп. 憧れのロックスター, “Akogare no Rokkusutā”) - 45. ”Media Intersection” (яп. メディア交差点, “Media Kōsaten”) | - 46. ”Black Demon Insect” (яп. ブラック・ディーモンズ・インセクト, “Burakku Dīmon Insekuto”) - 47. ”Out of Sight Underground Website” (яп. 裏の裏サイト, “Ura no Urasaito”) - 48. ”The Town Early for a High School Student” (яп. 高校生には早い街, “Kōkōsei ni wa Hayai Machi”) - 49. ”Daily Life With Furuhashi-san” (яп. 古橋さんのいる日常, “Furuhashi-san no Iru Nichijō”) - 50. ”Memhories of Summer” (яп. 夏の思ひ出, “Natsu no Omohide”) - 51. ”Student Council Regular Staff Meeting” (яп. 生徒会定例役員会議, “Seitokai Teirei Yakuin Kaigi”) |

| - 52. ”Seven Wonders Adventure” (яп. 七不思議アドベンチャー, “Nanafushigi Adobenchā”) - 53. ”The Four Heavenly Kings of Hagishirabe-ryuu ~Origin Chapter~” (яп. 萩調流四天王～因縁編～, “Hagishirabe-ryū Shiten’nō ~In’nen-hen~”) - 54. ”Deep Autumn” (яп. 秋深き “Aki Fukaki”) - 55. ”More Than a Friend, Less Than a Nemesis” (яп. 友達以上宿敵未満, “Tomodachi Ijō Shukuteki Miman”) - 56. ”Girl Power Correction Meeting” (яп. 女子力添削会, “Joshi-ryoku Tensakukai”) - 57. ”Christmas Dress Code” (яп. クリスマス・ドレスコード, “Kurisumasu Doresukōdo”) - 58. ”Killing Eleven” (яп. キリング・イレブン, “Kiringu Irebun”) | - 59. ”Discipline Rebellion” (яп. 風紀の乱, “Fūki no Ran”) - 60. ”Abyss of Laughter” (яп. 笑いの深淵, “Warai no Shin’en”) - 61. ”It’s Like Giving a Peashooter to a Demon” (яп. 鬼に豆鉄砲, “Oni ni Mamedeppō”) - 62. ”Instant Best!” (яп. 即席一番！, “Sokuseki Ichiban!”) - 63. ”Overheating Rampage” (яп. 過熱暴走《オーバーヒート》, “Kanetsu Bōsō”) - 64. ”Greatest Hits” (яп. グレイテスト・ヒッツ, “Gureitesuto Hittsu”) - 65. ”And Then, The Never-Ending After School” (яп. そして、終わらない放課後, “Soshite, Owaranai Houkago”) |

### Аніме
Аніме-серіал з 12 епізодів режисера Хікару Сато і продюсера студії Nomad розпочався 4 липня 2013 р. на NTV. Аніме ліцензовано для потокової передачі у Північній Америці Crunchyroll. Опенінг «2 Gakki Debut Daisakusen!!» (яп. 2学期デビュー大作戦!!) виконує Otome Shintō.